# Riga Graduate School of Law
Die Riga Graduate School of Law, RGSL (lettisch: Rīgas Juridiskā Augstskola) ist eine Hochschule für Rechtswissenschaft, Business und Diplomatie in Riga, Lettland. Die RGSL wurde 1998 durch Vereinbarung zwischen den Regierungen von Schweden und Lettland und der Soros Foundation als private Hochschule gegründet. An der Hochschule lehren Professoren und Dozenten aus Europa und den USA. Seit August 2024 ist Laura Ratniece die Rektorin der Universität.

## Bachelor-Programme
Die Bachelor-Programme sind schwerpunktmäßig international, insb. europäisch ausgerichtet und werden ergänzt um Wahlkurse, die oftmals von Praktikern angeboten werden. Unterrichtssprache ist i. d. R. englisch. Sprachzusatzangebote werden vielfach angeboten, z. B. lettisch oder französisch. 
- Law and Business
- Law and Diplomacy

## Master-Programme

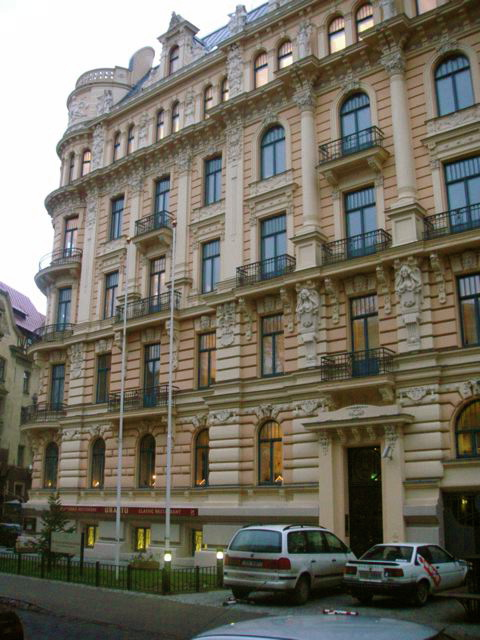
Blick von der Strēlnieku iela

Die Hochschule bietet zwei Master-of-Laws-Programme an, die ausschließlich in englischer Sprache unterrichtet werden:
- LL.M. in Law and Finance
- LL.M. in Technology Law

## Weitere Programme
Neben den grundständigen Studiengängen gibt es ein breites Angebot an Spezialisierungsprogrammen, darunter Europakurse sowie Onlinekurse. Die Universität weist eine Vielzahl an Partneruniversitäten in ganz Europa auf, über deren Kooperation Erasmusprogramme gefördert werden. 

## Bibliothek
Die Bibliothek der Hochschule enthält eine der umfangreichsten Sammlungen neuerer Rechtsliteratur in Mittel- und Osteuropa. Sie ist öffentlich zugänglich.

## Geschichte

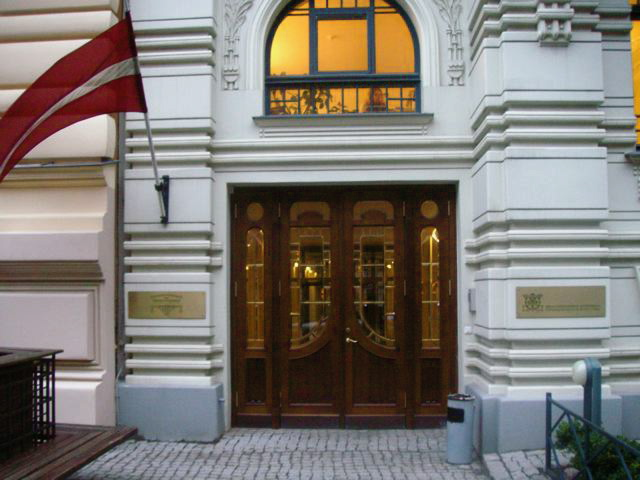
Haupteingang

Bis zum EU-Beitritt der Baltischen Staaten war ein Studium an der RGSL Juristen aus dem Baltikum vorbehalten, seit 2004 ist sie international geöffnet. Seit 2005 ist die RGSL eine unabhängige Institution innerhalb der Universität Lettlands (LU, Latvijas Universitāte). Die Soros Foundation blieb Anteilseigner.

## Campus

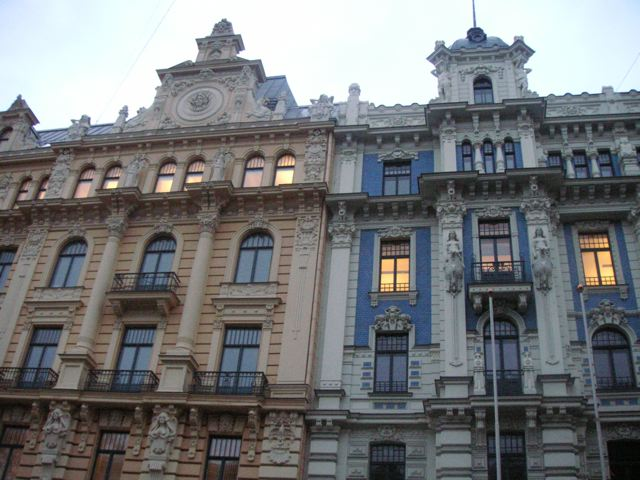
Blick von der Strēlnieku iela

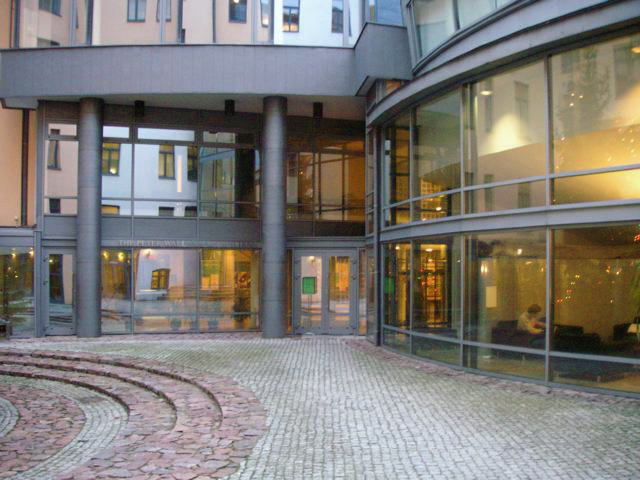
Innenhof

Die RGSL liegt an der Alberta iela, einer der bedeutendsten europäischen Straßen für Jugendstilarchitektur. Die 1998 von der Soros Foundation gestifteten Räumlichkeiten wurden 2001 von Kronprinzessin Victoria von Schweden und der Präsidentin der Republik Lettland, Vaira Vīķe-Freiberga, offiziell eingeweiht. Die RGSL teilt sich Innenhof, Audimax und Bibliothek mit der Stockholm School of Economics in Riga (SSE Riga).

## Alumni
Die meisten Studenten kommen nach wie vor aus dem Baltikum, bisher wenige aus Westeuropa. In den letzten Jahren ist die RGSL verstärkt Anlaufpunkt von Juristen aus dem Balkan, Osteuropa, dem Kaukasus und Zentralasien geworden.

## Absolventen
- Evika Siliņa (*  1975), lettische Politikerin, seit  2023 Ministerpräsidentin

## Ehemalige Rektoren
- Jan Ramberg, Schweden (1998–2001)
- Norbert Reich (1937–2015), Deutschland (2001–2004)
- John Burke, USA (2004–2007)
- Lesley Jane Smith, UK (2007–2008)
- George Ulrich, Dänemark (2008–2017)